# جنا پراندینی
جنا پراندینی (انگلیسی: Jenna Prandini؛ زادهٔ ۲۰ نوامبر ۱۹۹۲) دونده زن اهل ایالات متحده آمریکا است.
وی در مسابقات کشوری و بین‌المللی در مجموع برندهٔ ۳ مدال طلا، ۲ مدال نقره، ۱ مدال برنز شده‌است.